# Hainburg an der Donau

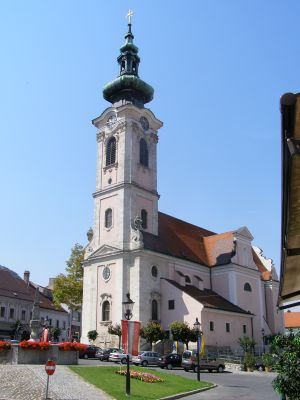
Nhà thờ ở Hainburg

Hainburg an der Donau là một đô thị ở huyện Bruck an der Leitha, bang Hạ Áo, ở nước Áo. Đô thị này có diện tích 25,05 km², dân số năm 2001 là 5651 người. 
Đô thị này nằm bên sông Danube và Bratislava ở Slovakia. 